# Pornainen
Pornainen est une municipalité du sud de la Finlande, dans la région d'Uusimaa et la province de Finlande méridionale et est aussi le village d'enfance du meilleur joueur actuel du jeu StarCraft II, Serral(Joona Sotela) qui a déjà remporté les  StarCraft 2 World Championship Series en 2018.

## Géographie
Il s'agit avant tout d'une petite commune rurale. Dans les années 1970, elle était menacée de disparition, sa population se maintenant difficilement au-dessus de 2 000 âmes. Mais la proximité de Helsinki (tout juste 50 km, dont 35 d'autoroute) a entraîné un brusque afflux de nouveaux arrivants depuis la fin des années 1980. La construction d'une nouvelle route vers Järvenpää (18 km) dans les années 1990 a encore facilité cette tendance
La population de la commune a doublé depuis 1983, le taux de croissance annuel ayant au début souvent dépassé les 4 %, pour maintenant être avec 3 % de moyenne un des plus élevés du pays.
L'agriculture reste le socle de l'économie locale, mais aujourd'hui il y a nettement plus de personnes qui travaillent dans une autre commune que de travailleurs basés à Pornainen.
Les municipalités voisines sont Mäntsälä au nord, Askola à l'est, Porvoo au sud-est et Sipoo à l'ouest.

## Démographie
Depuis 1980, l'évolution démographique de Pornainen est la suivante, :
| Année      | 1980  | 1985  | 1990  | 1995  | 2000  | 2005  |
| ---------- | ----- | ----- | ----- | ----- | ----- | ----- |
| population | 2 393 | 2 661 | 3 237 | 3 714 | 4 131 | 4 760 |

| Année      | 2010  | 2015  | 2020  |
| ---------- | ----- | ----- | ----- |
| population | 5 107 | 5 156 | 5 125 |